# Duddingston Loch
Der Duddingston Loch ist ein Süßwassersee in den schottischen Lowlands.

## Beschreibung
Der Duddingston Loch liegt im Zentrum der schottischen Hauptstadt Edinburgh im südlichen Teil des Holyrood Parks am Westrand des namensgebenden Stadtteils Duddingston. Unmittelbar nordwestlich erhebt sich der Arthur’s Seat. Der kleine See ist 590 Meter lang und höchstens 300 Meter breit. Eine rund 400 Meter westlich gelegene, Wells o’ Wearie genannte Quelle unterhalb der Gesteinsformation Samson’s Ribs speist den See. Von seinem Südufer fließt der Braid Burn ab, der über den Figgate Burn in den Firth of Forth entwässert.
Eine Fläche von rund acht Hektar einnehmend besitzt der auf 48 Metern Höhe gelegene Duddingston Loch einen Umfang von rund einem Kilometer. Aus seiner mittleren Tiefe von 1,6 Metern ergibt sich ein Seevolumen von rund 0,12 Mio. Kubikmetern. Seine maximale Tiefe beträgt drei Meter.
Auf königliche Initiative wurde 1844 rund 700 Meter nördlich des Duddingston Loch der künstliche Dunsapie Loch angelegt.

## Geschichte
Bereits seit Jahrhunderten nutzt die Bevölkerung den See zum Schlittschuhlauf. Im späten 18. Jahrhundert definierte der am See ansässige Verein die Regel für das Curling. In der jetzigen Zeit ist das Eis des überfrorenen Sees jedoch selten tragfähig. Henry Raeburns Gemälde Reverend Robert Walker beim Schlittschuhlaufen, das zu den bedeutendsten Gemälden Schottlands zählt und im National Museum of Scotland ausgestellt ist, zeigt eine Szene auf dem Duddingston Loch.
Bereits seit 1925 ist Duddingston Loch ein Vogelschutzgebiet. Sein Röhricht bietet Lebensraum für Wildenten, Reiher und Haubentaucher, die beobachtet werden können. Direkt südlich schließt sich das Bawsinch Nature Reserve an, das als Site of Special Scientific Interest eingestuft ist.
Die Fläche des einst deutlich größeren Sees verringerte sich durch den Abbau von calciumhaltigen, als Dünger eingesetztem Mergel im 18. Jahrhundert. Bei diesen Arbeiten wurde ein spätbronzezeitlicher Hort freigelegt. Die 53 Waffen sind in die Sammlung des National Museum of Scotland aufgenommen worden.

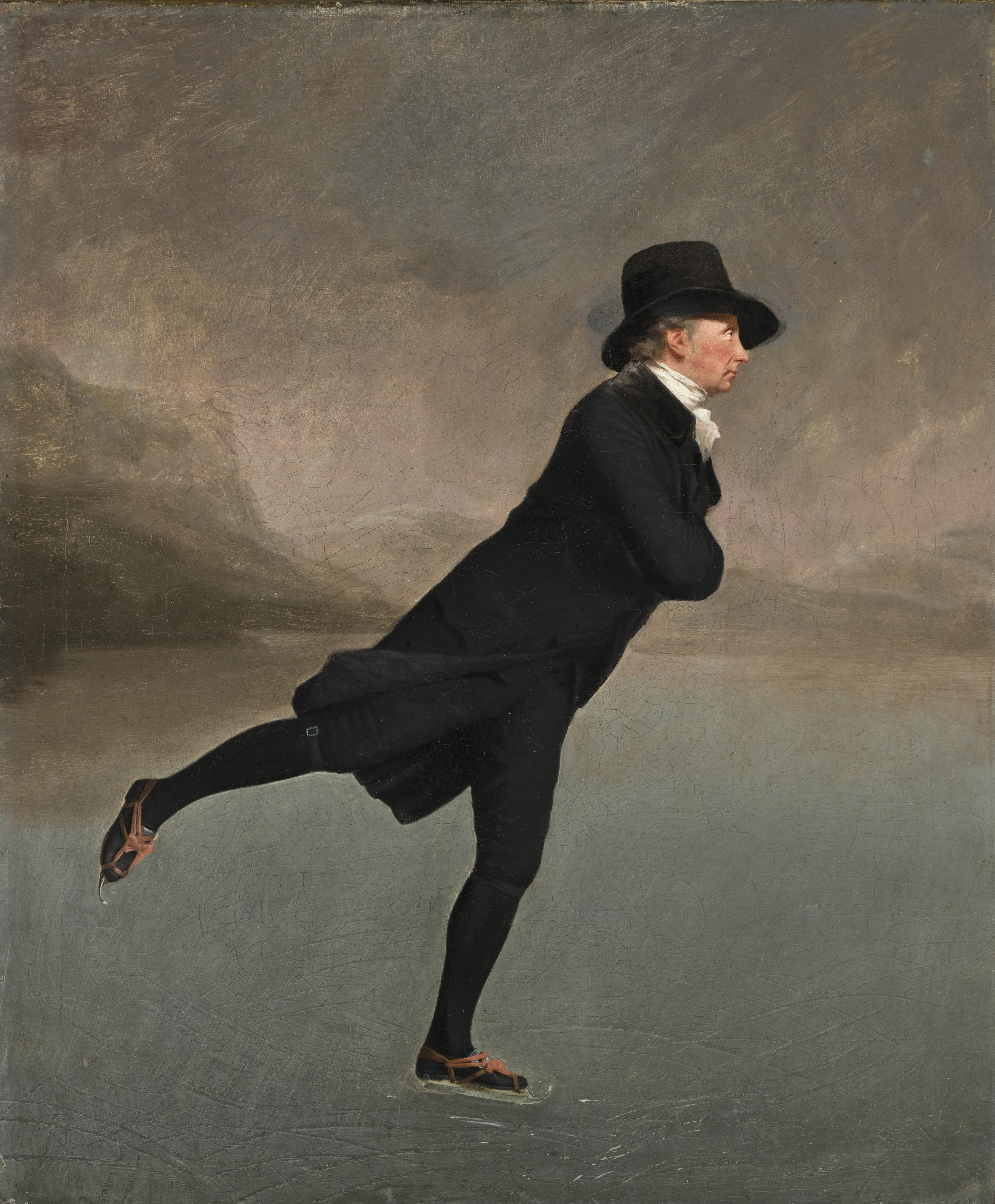
Reverend Robert Walker beim Schlittschuhlaufen
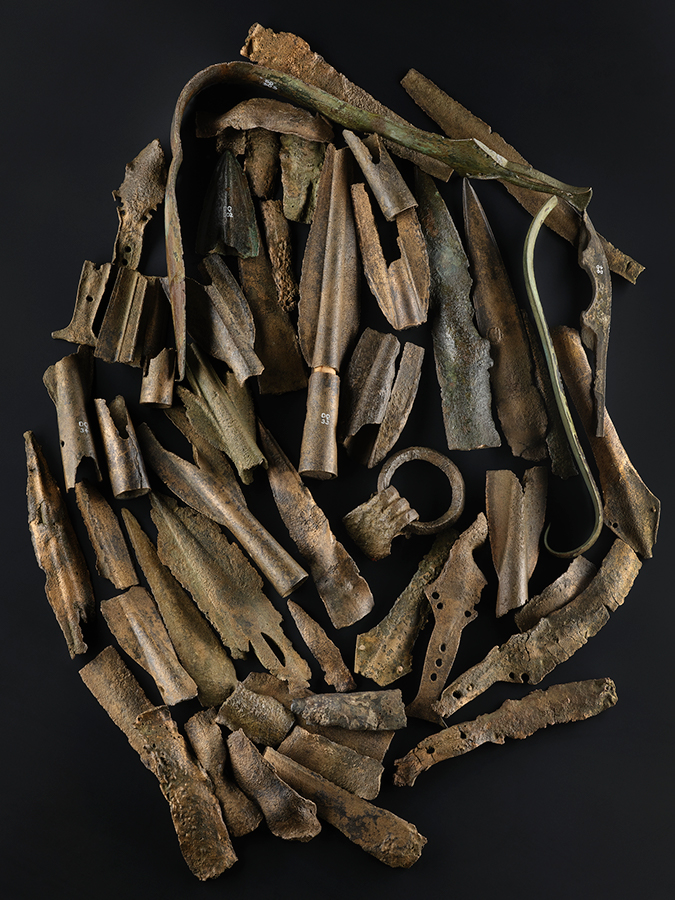
Stücke aus dem Hortfund